# 2017 год в авиации
Список событий в авиации в 2017 году.

## События
- 17 февраля — в Норт-Чарльстоне, штат Южная Каролина (США) представлен первый собранный широкофюзеляжный самолёт Boeing 787-10, удлинённая модификация Boeing 787 Dreamliner. На церемонии присутствовал президент США Дональд Трамп[1].
- 5 мая — первый полёт китайского узкофюзеляжного среднемагистрального пассажирского самолёта Comac C919[2].
- 28 мая — первый полёт российского среднемагистрального узкофюзеляжного пассажирского самолёта МС-21.
- 11 октября — первый полёт американского реактивного экспериментального самолёта Scaled Composites Model 401[3].
- 19 октября — первый полёт широкофюзеляжного самолёта Airbus A330neo[4].
- 29 ноября — состоялась выкатка на заводскую лётно-испытательную станцию самолёта заправщика Ил-78М-90А, который является модификацией транспортного самолёта Ил-76МД-90А[5].

## Персоны

### Скончались
- 19 августа — Пётр Степанович Дейнекин, советский и российский военачальник. Главнокомандующий ВВС СССР (1991—1992), Главнокомандующий ВВС ОВС СНГ (1992), Главнокомандующий ВВС России (1992—1998). Генерал армии, Герой Российской Федерации (1997), доктор военных наук, профессор[6].